# Oekraïense vluchtelingencrisis sinds 2022
De Oekraïense vluchtelingencrisis sinds 2022 is de vlucht van grote aantallen Oekraïners naar diverse landen in Europa als gevolg van de Russische invasie van Oekraïne sinds 2022.

## Achtergrond

### Voorgeschiedenis
Reeds in de jaren voorafgaand aan de Russische invasie waren veel Oekraïners vanwege het geweld in met name het oosten van het land op de vlucht geslagen, zowel binnen Oekraïne als naar andere Europese landen. In april 2016, twee jaar na de annexatie van de Krim door Rusland, waren er volgens de Russische Federale Migratiedienst meer dan een miljoen mensen vanuit Oost-Oekraïne naar Rusland gevlucht.
In het voorjaar van 2020 waren er zo'n 1,5 miljoen mensen binnen Oekraïne zelf ontheemd.

### Na de invasie
Vrijwel meteen na het begin van de Russische invasie kwam er vanuit het oorlogsgebied een grote stroom vluchtelingen op gang. De stroom ging vooral richting de buurlanden Polen en Roemenië, maar ook naar Moldavië, Hongarije, Slowakije en vervolgens verder Europa in. Tegelijkertijd ging er ook een stroom migranten de andere kant op, van Oekraïners die in Polen werkten en nu hun eigen land wilden helpen verdedigen. De Wereldgezondheidsorganisatie (WHO) waarschuwde kort na het begin van de vluchtelingenstroom voor een mogelijke heropleving van de coronapandemie in Europa als gevolg van de humanitaire crisis.

## Aantallen

Kaart die de situatie op 4 maart 2022 weergeeft, met de vluchtelingenstroom vanuit Oekraïne (groen) en hulptroepen (blauw)

### Vluchtelingen uit Oekraïne
Mensenrechtenraad UNHCR schatte aanvankelijk dat het aantal Oekraïense oorlogsvluchtelingen zou oplopen tot 4 miljoen. Half maart stelde de UNHCR deze voorspelling bij naar boven, tot 5 miljoen.
Op 25 februari 2022, de tweede dag van de oorlog, waren er volgens de Verenigde Naties al zeker zo'n 100.000 Oekraïners op de vlucht geslagen; na een week was dit aantal gestegen tot een miljoen. Op 6 maart berichtten de Verenigde Naties (VN) dat er de afgelopen dagen in totaal meer dan 1,5 miljoen mensen uit Oekraïne waren gevlucht, waarmee het de snelst groeiende vluchtelingencrisis in Europa was sinds de Tweede Wereldoorlog. Van al deze vluchtelingen had bijna een miljoen zich in buurland Polen gemeld. Op 8 maart meldde de hoge commissaris voor de Vluchtelingen, Filippo Grandi, dat het aantal vluchtelingen uit Oekraïne de twee miljoen was gepasseerd.
De Internationale Organisatie voor Migratie (IOM) en de Europese Commissie meldden medio maart dat zo'n 3 miljoen mensen Oekraïne waren ontvlucht, waarvan 150.000 een andere etniciteit hadden. Van al deze vluchtelingen waren er volgens UNHCR bijna 1,8 miljoen naar Polen gegaan. Polen ving op dat moment, van alle Europese landen, veruit de meeste Oekraïense vluchtelingen op. Meer dan 1 miljoen vluchtelingen waren naar Roemenië, Hongarije, Slowakije en Moldavië gegaan. De vluchtelingenstroom bestond overwegend uit vrouwen en kinderen.
Op 21 maart meldde UNHCR dat het aantal Oekraïense oorlogsvluchtelingen de 3,5 miljoen was gepasseerd. Meer dan 2 miljoen van deze vluchtelingen hadden in Polen onderkomen gezocht, ruim 530.000 anderen in Roemenië. Op 30 maart passeerde het aantal Oekraïense oorlogsvluchtelingen de grens van vier miljoen. UNICEF meldde dat ongeveer de helft van de vluchtelingen kinderen waren. Van de 4 miljoen vluchtelingen waren er 2,34 miljoen de grens met Polen overgestoken, enkele honderdduizenden gingen van hieruit verder naar West-Europa. Op 15 april meldde UNHCR dat er sinds het begin van de oorlog meer dan vijf miljoen mensen Oekraïne waren ontvlucht. Van hen had 4,8 miljoen de Oekraïense nationaliteit. Drie dagen later was het aantal Oekraïners dat sinds het begin van de oorlog hun land was ontvlucht opgelopen tot 4,9 miljoen.

### Intern verdreven Oekraïners
Het Bureau voor de coördinatie van humanitaire zaken schatte op 27 februari 2022 dat er als gevolg van de oorlog binnen twee maanden 7,5 miljoen interne verdrevenen binnen de grenzen van Oekraïne zouden zijn, naast 12 miljoen mensen die gezondheidszorg nodig zouden hebben. Het feitelijke aantal ontheemden binnen Oekraïne lag volgens Commissaris Grandi op 21 maart al boven de 10 miljoen.
Eind maart waren volgens de berichten 2,5 miljoen Oekraïense kinderen ontheemd in hun eigen land.

## Beleid van de EU t.a.v. gevluchte Oekraïners
Op 4 maart 2022 activeerde de EU voor het eerst de Europese Tijdelijke Beschermingsrichtlijn, nadat de Europese Commissie hiertoe twee dagen eerder een voorstel had gedaan. Met deze richtlijn kregen Oekraïense vluchtelingen in alle 27 EU-lidstaten automatisch voor maximaal drie jaar recht op onderkomen en bescherming.

## Opvang in individuele landen

### Polen

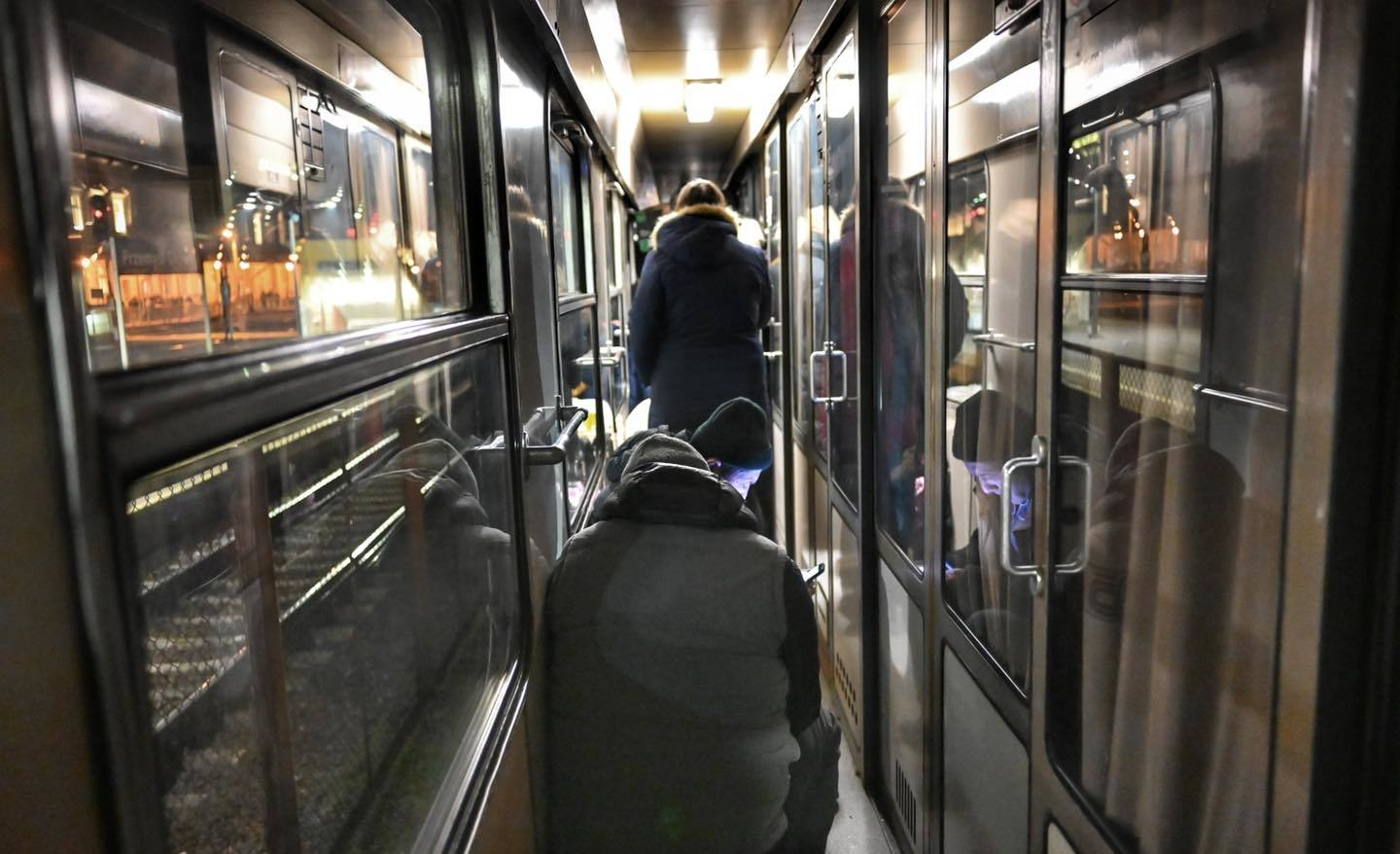
Een vluchteling uit Oekraïne in de trein naar Krakau

In de weken voorafgaand aan de oorlog in Oekraïne hield de Poolse regering rekening met een miljoen vluchtelingen die vanuit Oekraïne naar Polen zouden komen. Steden en gemeenten werden opgeroepen om zich hierop voor te bereiden.
Na de Russische inval in Oekraïne werden voor Oekraïners die Polen binnenkwamen de regels sterk versoepeld, zo hoefden ze zich niet meer te registreren. Oekraïners die al in Polen waren hoefden zich niet meer druk te maken als hun verblijfsvergunning verliep. In alle Poolse districten werden speciale opvangplekken voor de vluchtelingen geopend.
Charles Michel, de voorzitter van de Europese Raad, had op 2 maart in Rzeszów een ontmoeting met de Poolse minister Mateusz Morawiecki. Hij prees de inspanningen van Polen om de Oekraïense vluchtelingen goed op te vangen.
Op 6 april liet de Poolse autoriteit voor grensbewaking weten dat er sinds 24 februari meer dan 2,5 miljoen oorlogsvluchtelingen vanuit Oekraïne de Poolse grens waren overgestoken. Anderzijds waren er ook bijna een half miljoen mensen de andere kant op gereisd.
Eind mei waren er volgens UNHCR meer dan 3,5 miljoen Oekraïense oorlogsvluchtelingen in Polen aangekomen.

### Moldavië
Moldavië, een van de armste landen van Europa, kampte na het begin van de oorlog in Oekraïne met enorme aantallen Oekraïense vluchtelingen. Het land vroeg de EU om hulp. Voorgesteld werd om de Europese grenswacht Frontex naar de Moldavisch-Oekraïense grens te sturen.
Op 6 april berichtte de Moldavische premier, Natalia Gavrilița, dat er inmiddels 400.000 vluchtelingen vanuit Oekraïne de Moldavische grens waren overgestoken, van wie er 100.000 hadden besloten om te blijven. Moldavië – met minder dan 3 miljoen inwoners – ving daarmee gemiddeld per hoofd van de bevolking de meeste Oekraïners op. Een dag eerder was tijdens een internationale conferentie in Berlijn besloten dat Moldavië van diverse landen in totaal 659.500 euro aan extra steun zou krijgen.

### Roemenië
Op 27 mei waren er volgens gegevens van de Roemeense regering en UNHCR 989.357 vluchtelingen uit Oekraïne Roemenië binnengekomen.

### Wit-Rusland
Op 26 mei waren er volgens berichten van de Wit-Russische regering en UNHCR 29.547 vluchtelingen uit Oekraïne Wit-Rusland binnengekomen.

### Slowakije
Op 26 mei waren er volgens berichten van de Slowaakse regering en UNHCR 454.961 vluchtelingen uit Oekraïne Slowakije binnengekomen.

### Duitsland
Het Verband Deutscher Verkehrsunternehmen maakte vanaf 1 maart 2022 het volledige Duitse stads- en streekvervoer voorlopig gratis voor vluchtelingen uit Oekraïne.
Het Duitse ministerie van Binnenlandse Zaken had op 6 maart al bijna 38.000 vluchtelingen uit Oekraïne geregistreerd sinds het begin van de oorlog op 24 februari. Minister Nancy Faeser verklaarde dat nationaliteit geen enkele rol speelde bij de opname van deze mensen. Op 1 maart was dit aantal volgens de Bundespolizei opgelopen tot 110.000. Afgesproken werd dat vluchtelingen die geen onderdak konden vinden bij familie of in gastgezinnen, volgens de zogenoemde 'Königsteiner-sleutel' verdeeld zouden worden over de verschillende lidstaten.

### Nederland

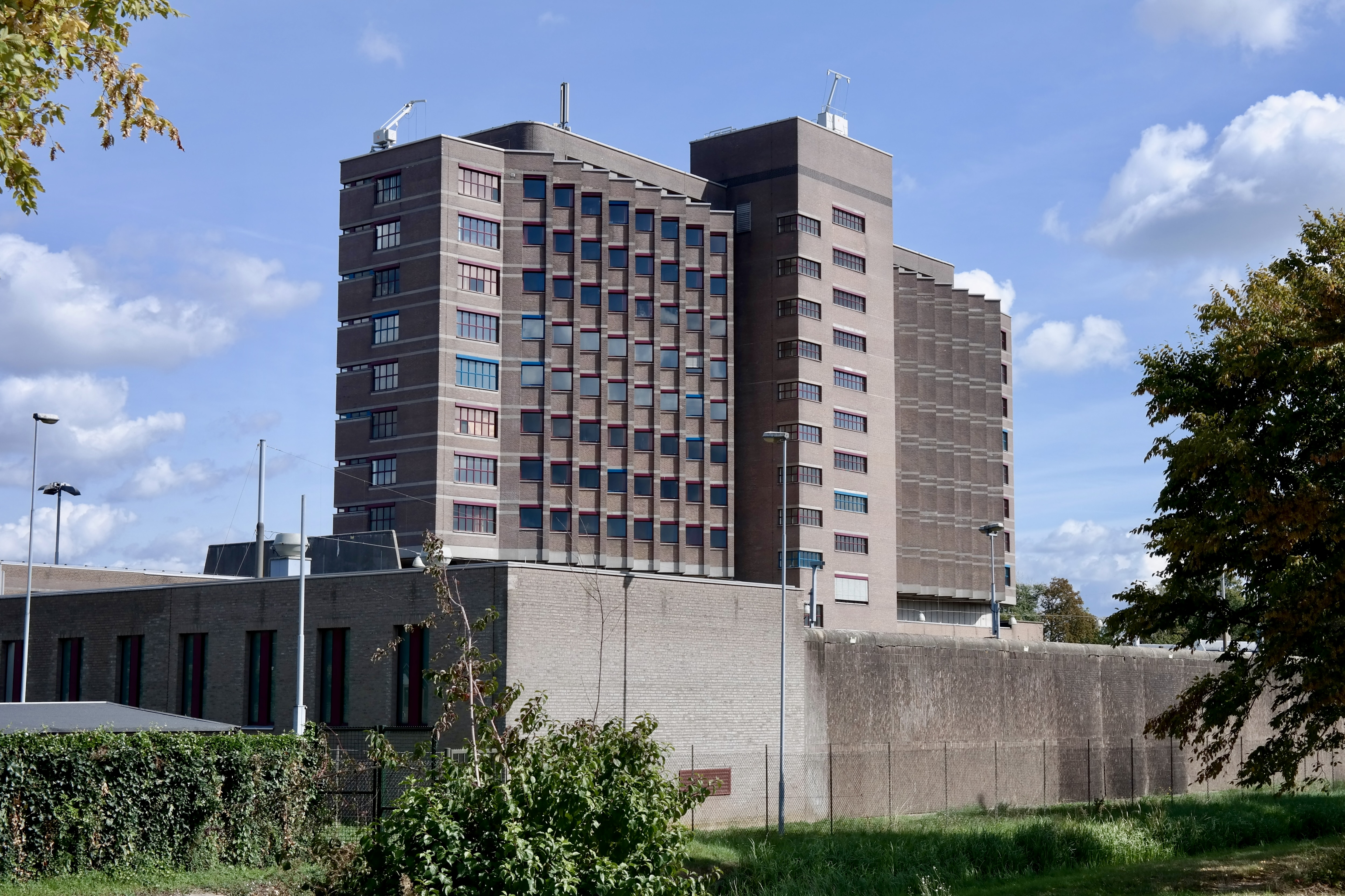
Vanaf 2022 werd de voormalige PI Overmaze in Maastricht gebruikt voor de opvang van ca. 450 Oekraïners

Een deel van de Oekraïense vluchtelingen kwam naar Nederland, onder meer naar Rotterdam, waar op 8 maart 2022 zo'n 350 vluchtelingen arriveerden. Volgens wethouder Vincent Karremans kon dit aantal snel groeien tot meer dan 1000. Op dezelfde dag werd bekend dat het kabinet-Rutte IV 50.000 plekken wilde regelen voor vluchtelingen uit Oekraïne. Ook beschouwde het kabinet de opvang van vluchtelingen uit Oekraïne als een nationale crisis.
Premier Mark Rutte maakte bekend dat er een crisisteam voor het opvangen van de vluchtelingen zou worden opgericht onder leiding van minister van Justitie en Veiligheid, Dilan Yeşilgöz-Zegerius. Half maart waren er ca. 23.000 opvangplekken ingericht, waarvan er al ongeveer 8000 bezet waren.
Op 21 maart maakte de Rijksvoorlichtingsdienst bekend dat Kasteel Het Oude Loo vanaf half april zou gaan dienen als opvangplaats voor Oekraïense vluchtelingen. Koning Willem-Alexander volgde hiermee het voorbeeld van de Belgische koninklijke familie enkele dagen eerder.
Op 21 juli 2022 waren er 70.230 geregistreerde vluchtelingen uit Oekraïne bij gemeenten (in BRP). Dit omvatte zowel de particuliere als gemeentelijke opvang. Ruim een maand eerder meldde het UWV dat er 13.200 Oekraïense vluchtelingen aan het werk waren in Nederland. Dat was toen 21,2 procent van de iets meer dan 62.000 geregistreerde Oekraïense vluchtelingen in Nederland.
Op 14 juli 2023 waren er 95.710 Oekraïense vluchtelingen bij de gemeenten geregistreerd. In februari 2024 had ongeveer de helft van de Oekraïners in Nederland werk gevonden, dat was een aanmerkelijk hoger percentage dan in bijvoorbeeld Duitsland en België.

### België
In Brussel waren op 8 maart 2022 al duizenden vluchtelingen uit Oekraïne aangekomen. Vluchtelingenwerk Vlaanderen maakte zich zorgen om de chaos die hierbij ontstond.
Op 17 maart werd bekend dat koning Filip en koningin Mathilde Oekraïense vluchtelingen zouden gaan opvangen in de Koninklijke Schenking.

### Verenigd Koninkrijk
Op het Britse beleid ten aanzien van Oekraïense vluchtelingen kwam vanaf het begin van de oorlog veel kritiek, omdat het als te stroef en bureaucratisch werd gezien. Begin maart maakte de Britse regering bekend dat het toelatingsbeleid voor mensen uit Oekraïne zou worden versoepeld, met name voor Oekraïners die al familieleden in het VK hadden. Volgens premier Boris Johnson kon het VK zeker 200.000 Oekraïense vluchtelingen opnemen.
Het Britse ministerie van Binnenlandse Zaken berichtte half maart dat het in totaal zo'n 1000 visa aan gevluchte Oekraïners had gegeven, gemiddeld minder dan 60 per dag sinds het begin van de oorlog.

### Verenigde Staten
Op 24 maart werd bekend dat de Verenigde Staten bereid waren om maximaal 100.000 Oekraïense vluchtelingen op te vangen. Het ging daarbij vooral om mensen die al familie in de VS hadden, zij zouden geen officiële vluchtelingenstatus krijgen. Daarnaast zouden de VS 1 miljard dollar uittrekken voor humanitaire hulp aan Oekraïne en omringende landen waar het merendeel van de vluchtelingen werd opgevangen.